# The Wild, Wild Rose
Pour plus de détails, voir Fiche technique et Distribution.
The Wild Wild Rose (chinois traditionnel : 野玫瑰之戀) est un film hongkongais réalisé par Wang Tian-lin (zh), sorti en 1960.
L'une des comédies musicales en mandarin ayant remporté le plus de succès à cette époque, elle constitue une illustration de la perception de la modernité par la société hongkongaise et du désir collectif de la population d'imiter le mode de vie dérivé de la pop-culture occidentale et en particulier américaine.
Le film est marqué par la prestation décrite comme « torride » de l'actrice et chanteuse Grace Chang ; les chansons tirées du film eurent un succès discographique, notamment le titre Ja Jambo.
Le film a été programmé à deux reprises dans le cadre du Festival des trois continents, en 2001 et 2003, sous le titre Sauvage, sauvage est la rose.

## Histoire
Un jeune professeur de musique déchu doit se résoudre à accepter un emploi de pianiste dans un cabaret. Saura-t-il résister au charme vénéneux de l'une des chanteuses de l'établissement, la croqueuse d'hommes éponyme surnommée « La Rose sauvage » ?

## Fiche technique
- Titre original : 野玫瑰之戀 ; The Wild, Wild Rose
- Titre francien : Sauvage, sauvage est la rose
- Réalisation : Wang Tian-lin (zh)
- Scénario : Nellie Chin Yu
- Musique : Ryōichi Hattori
- Société de production : Motion Pictures & General Investment Co. Ltd.
- Pays d'origine :  Hong Kong
- Langue originale : mandarin
- Format : Noir et blanc - 1,31:1 - Mono
- Genre : drame
- Durée : 128 min
- Date de sortie : 1960

## Distribution
- Grace Chang : Deng Zi-jia, « La Rose sauvage »
- Chang Yang : Liang Han-hua, le pianiste
- Su Feng  : Wu Su-xin, la fiancée du pianiste
- Tin Ching : Xiao Liu, un contrebassiste amant occasionnel de Deng Zi-jia
- Tang Ti : « Le Cyclope », un mafieux, mari de Deng Zi-jia
- Shen Yun : une chanteuse rivale de Deng Zi-jia
- Ouyang Sha-fei : la mère de Han-hua
- Liu En-chia : un "mécène" de Deng Zi-jia